# شهرستان ایگو، میاگی

شهرستان ایگو (انگلیسی: Igu District, Miyagi) یکی از شهرستان‌های ژاپن است که در استان میاگی در ژاپن واقع شده‌است.